# Camille Petit (chimiste)
Pour les articles homonymes, voir Camille Petit et Petit.
Camille Petit est une chimiste française. En 2019, elle est lauréate du Prix Philip Leverhulme. Elle a publié de nombreux articles dans le domaine de la capture du carbone à l'aide de  nanoparticules de réseaux métallo-organiques.

## Formation
Camille Petit obtient un diplôme d'ingénieur chimiste à l'École nationale supérieure de chimie de Montpellier en 2007, puis un doctorat à l'Université de la ville de New York en 2011 où elle travaille dans l'équipe de Teresa Bandosz. Pour ses travaux de thèse, intitulée Factors Affecting the Removal of Ammonia from Air on Carbonaceous Materials, elle obtient le prix Springer en 2012.

## Carrière et recherches
Camille Petit réalise un post-doctorat dans l'équipe d'Alissa Park à l'Université Columbia. Elle travaille sur la capture du carbone à l'aide de nanoparticules de réseaux métallo-organiques (NOHM). Elle les synthétise par greffage ionique de chaînes polymères sur du silsesquioxane oligomérique polyédrique (POSS). Elle a développé plusieurs techniques de caractérisation pour analyser leur aptitude à la capture du carbone, y compris la résonance magnétique nucléaire, la spectroscopie infrarouge à transformée de Fourier à réflectance totale atténuée et la calorimétrie différentielle à balayage.
En 2013, Camille Petit rejoint le département de génie chimique de l'Imperial College London. Elle dirige le Laboratoire des matériaux multifonctionnels et développe des nano-colloïdes, des matériaux à base de graphène, des nitrures et des structures métallo-organiques.
En 2019, elle reçoit une prestigieuse subvention du Conseil européen de la recherche pour développer une nouvelle classe de photocatalyseurs pour aider à convertir le dioxyde de carbone en carburant en utilisant la lumière du soleil.

## Distinctions
- 2015 - Médaille Frederick Warner Institution of Chemical Engineers[5]
- 2017 - Institute of Materials, Minerals and Mining Silver Medal[6]
- 2017 - American Institute of Chemical Engineers 35 under 35[7]
- 2019 - Prix Philip Leverhulme[8]

## Publications
Camille Petit est l'auteure et co-auteure de nombreux articles de recherches, dont :
- MOF–graphite oxide composites: combining the uniqueness of graphene layers and metal–organic frameworks; C Petit, TJ Bandosz; Advanced Materials 21 (46), 4753-4757
- Towards the use of metal–organic frameworks for water reuse; EM Dias, C Petit; Journal of Materials Chemistry A 3 (45), 22484-22506
- Enhanced Adsorption of Ammonia on Metal‐Organic Framework/Graphite Oxide Composites: Analysis of Surface Interactions; C Petit, TJ Bandosz; Advanced Functional Materials 20 (1), 111-118
- The synthesis and characterization of copper-based metal–organic framework/graphite oxide composites; C Petit, J Burress, TJ Bandosz; Carbon 49 (2), 563-572